# Пітішево (Красночетайський район)
Пітіше́во (рос. Питишево, чув. Утаркасси) — присілок у Чувашії Російської Федерації, у складі Пандіковського сільського поселення Красночетайського району.
Населення — 338 осіб (2010; 462 в 2002, 775 в 1979, 1084 в 1939, 925 в 1926, 545 в 1897, 382 в 1869, 283 в 1795).
Національний склад (2002):
- чуваші — 91009 %

## Історія
Історична назва — Одаркаси, засновано переселенцями з присілку Пітішево Аліковського району. До 1835 року селяни мали статус державних, до 1863 року — удільних, займались землеробством, тваринництвом, лозоплетінням. До початку 20 століття діяло 4 вітряки. 1931 року створено колгосп «П'ятирічка». До 1920 року присілок входив до складу Курмиської та Красночетаївської волостей Курмиського повіту (у період 1835–1863 років — у складі Курмиського удільного приказу), до 1927 року — Пандіковської та Красночетаївської волостей Ядринського повітів. З переходом на райони 1927 року — спочатку у складі Красночетайського, у період 1962–1965 років — у складі Шумерлинського, після чого знову переданий до складу Красночетайського району.

## Господарство
У селі діє пошта.